# Юпана
Юпана (кеч. yupana — «рахувальний інструмент») — інструмент, що використовувався інками. Тоді як багато дослідників вважають, що за основною функцією цей інструмент є типом рахівниці, інші менш впевнені в такому призначенні інструменту. За даними деяких дослідників, підрахунки проводилися на основі системи числення Фібоначчі з метою мінімізації необхідного числа зерен.

## Ресурси Інтернету
- Mathematics of the Incas The MacTutor
- Yupana Ghost of a flea